# يفغينيا جورجيفنا بوبيديموفا
يفغينيا جورجيفنا بوبيديموفا (1898-1973) (بالإنجليزية: Evgeniia Georgievna Pobedimova)‏ هي عالمة نبات روسية.